# Catedral de San Agustín (Bridgeport)
La Catedral de San Agustín (en inglés: St. Augustine Cathedral) ubicada en Bridgeport, Connecticut, Estados Unidos, es la sede de la Diócesis de Bridgeport.
La parroquia de San Agustín fue fundada en 1842. La piedra angular de la actual iglesia fue colocada en 1866 y la iglesia fue completada y dedicada por el Obispo McFarland en el Día de San Patricio en 1868. Se convirtió en una catedral cuando la Diócesis de Bridgeport se estableció en 1953.
El edificio pasó por una renovación de 4 millones de dólares en 2003 y la capacidad se amplió a 750 personas. El proyecto se terminó en 2004 con nuevas baldosas de mármol, techos repintados, un nuevo altar, y otros proyectos. el Arzobispo Gabriel Montalvo, Nuncio Apostólico en los Estados Unidos, celebró una Misa acá. El obispo William E. Lori y otros 12 obispos de todo Nueva Inglaterra y Nueva York concelebraron, en presencia del cardenal Edward Egan de Nueva York, y el cardenal William Keeler de Baltimore. El Arzobispo Daniel A. Cronin de Hartford pronunció la homilía. 
Los servicios se llevan a cabo actualmente en Inglés, español y vietnamita. 

## Interior de la catedral

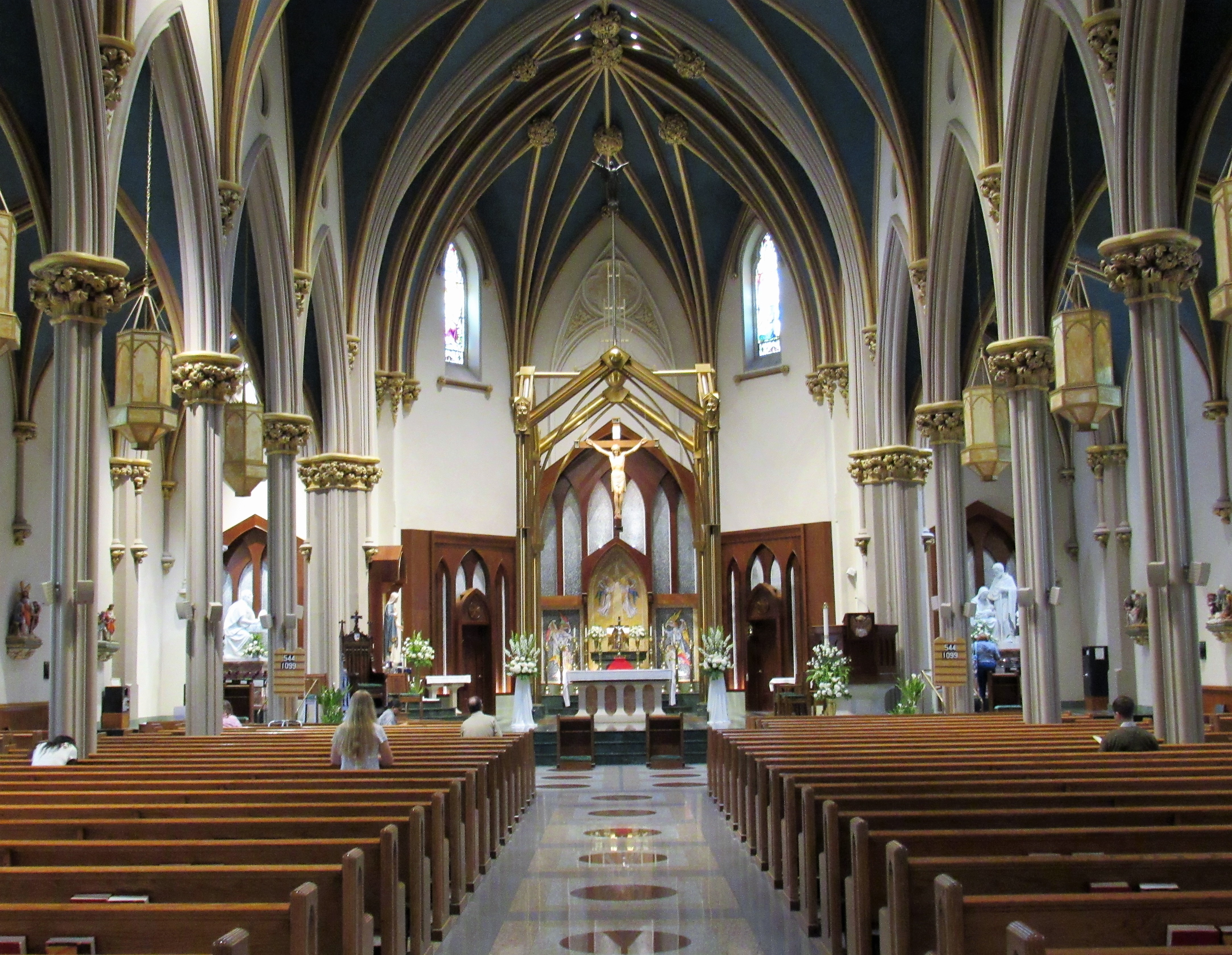
Santuario
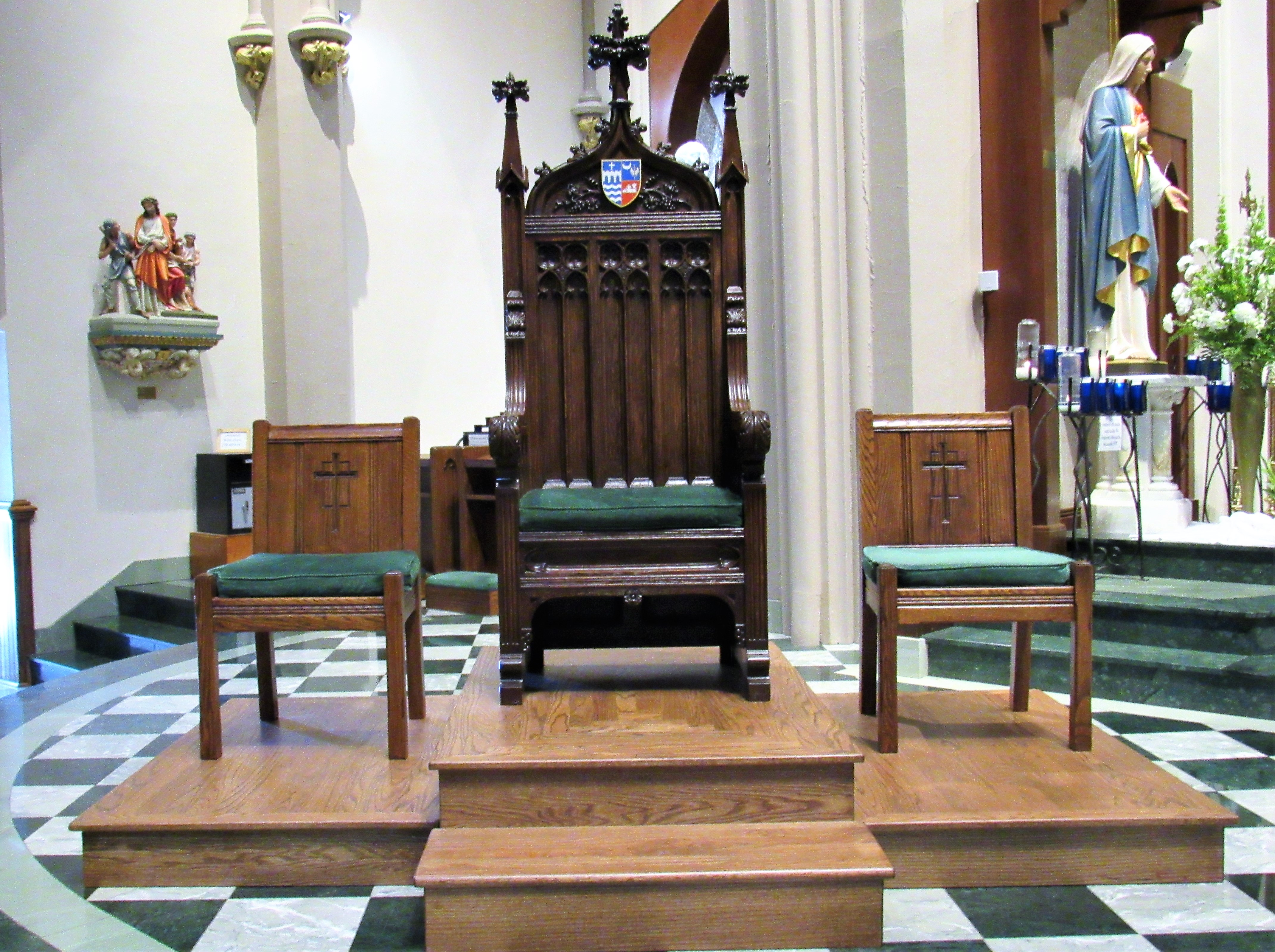
Cátedra
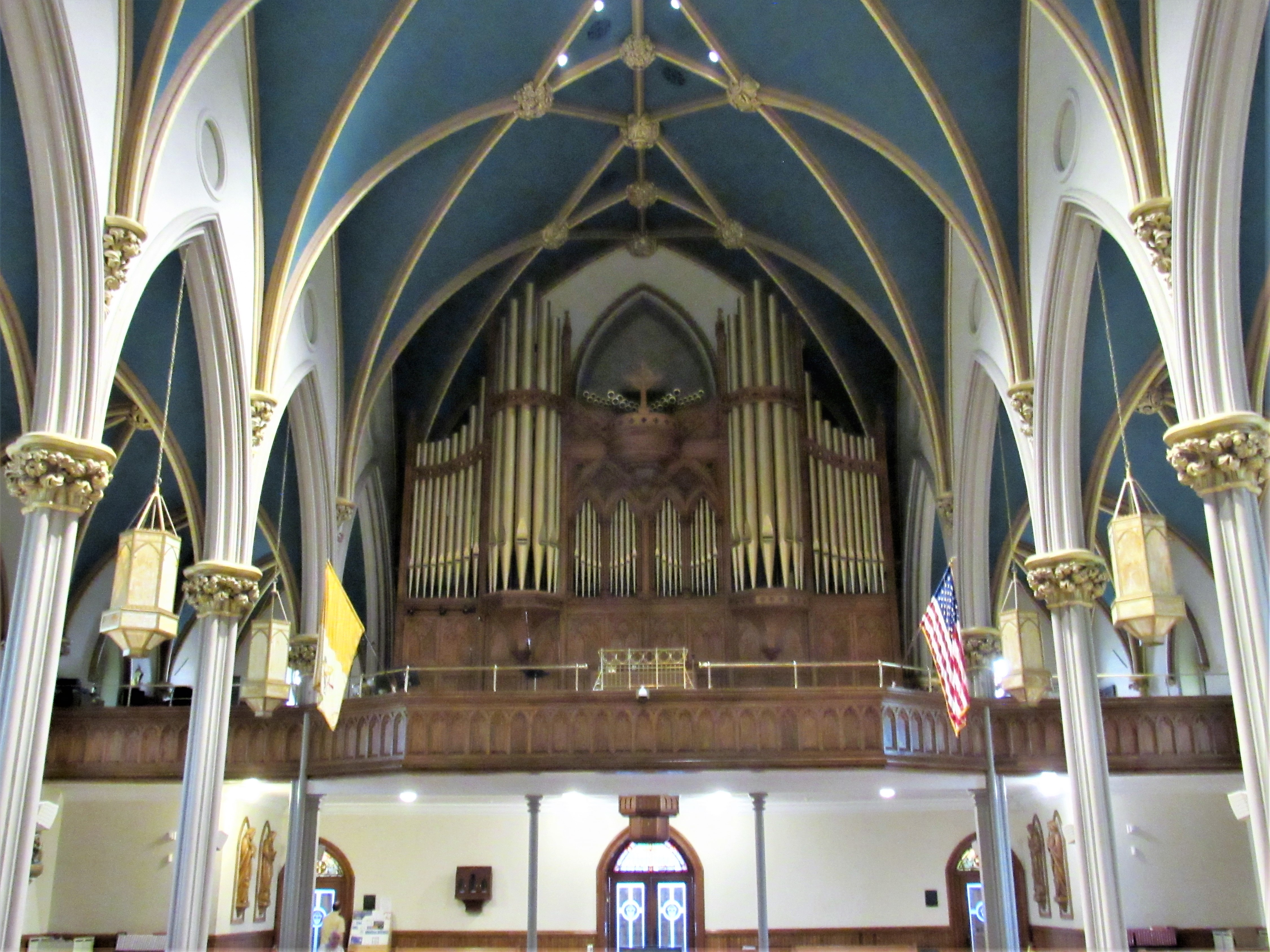
Tubo de órgano
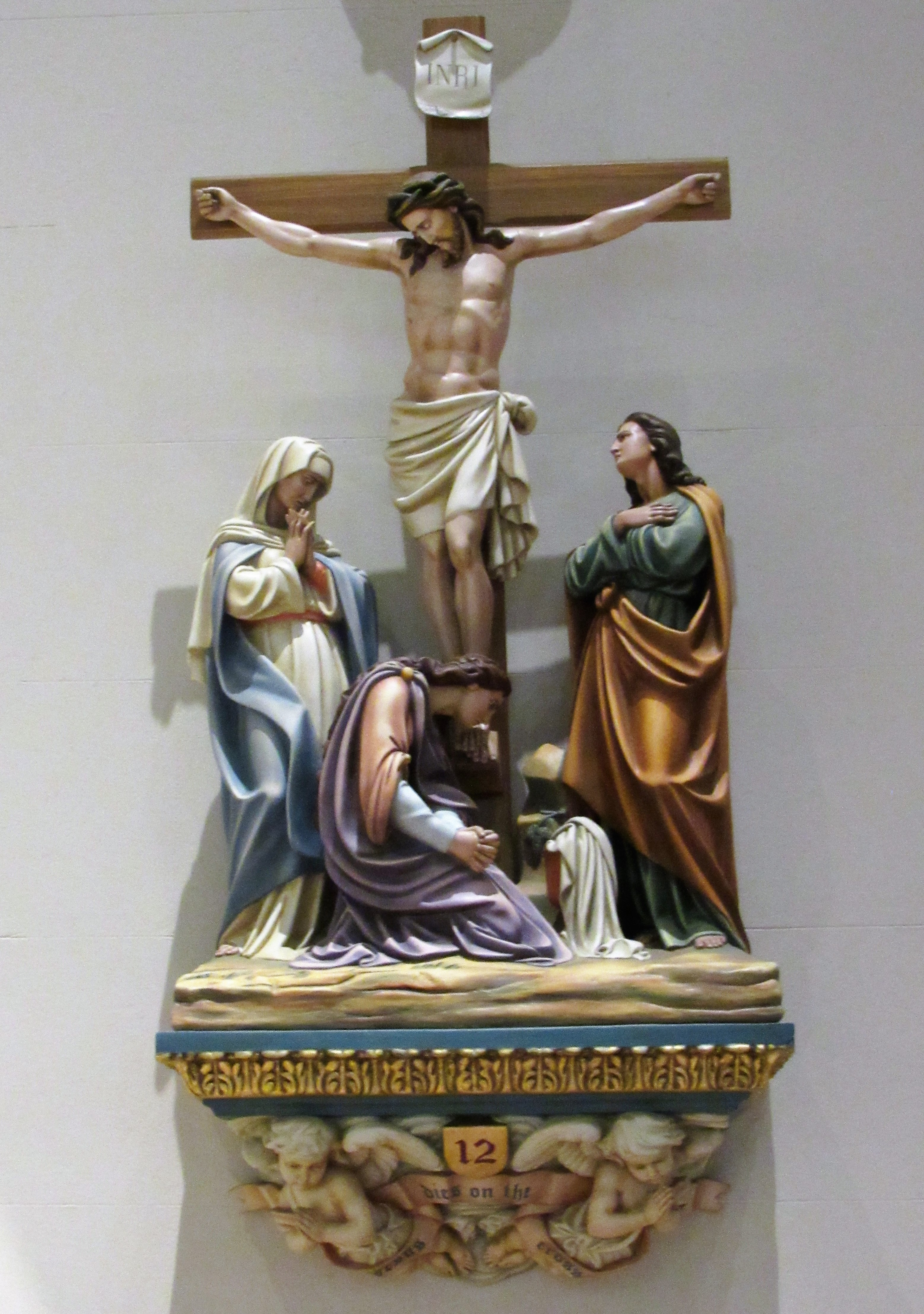
Representación de la XII Estación, Jesús muere en la cruz.
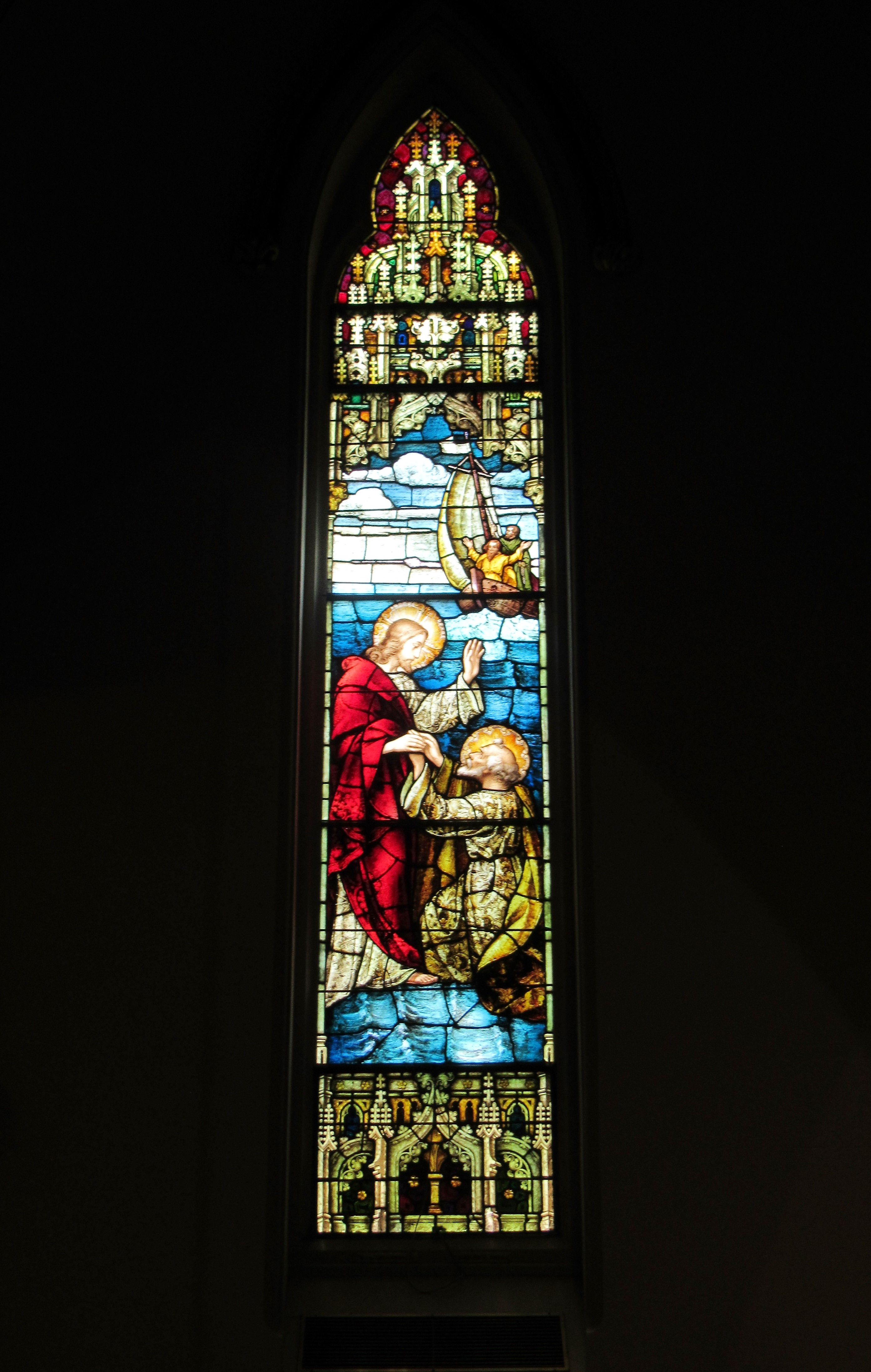
Vitral